# Kingston (paróquia)
Kingston é uma paróquia da Jamaica localizada no condado de Surrey, sua capital é a cidade de Kingston.